# كلاسيكو الأهلي والنصر
الكلاسيكو هو إسم يُطلق على أي مباراة كرة قدم بين أكبر أربع أندية في الرياضة السعودية. ضمن هذه الأندية بلا شك ناديي الأهلي و النصر.
بدأت مواجهات الأهلي و النصر في أواخر الستينات الميلادية تحديدًا 28 أبريل عام 1969 عِندما تقابلا في نصف نهائي الدوري العام وكسب الأهلي حينها اللقاء بنتيجة 3-1. يُعتبر النادي الأهلي الأكثر فوزًا في مواجهات الفريقين الرسمية بـ54 فوز مقابل 47 فوز لـنادي النصر، أكبر نتيجة حضرت في الكلاسيكو كانت بفوز النصر 6-1 عام 1996، هداف مواجهات الفريقين تاريخيًا هو الهداف السعودي الكبير ماجد عبد الله بـ24 هدف.

## التاريخ
المُباراة الأولى بين الفريقين تاريخيًا كانت 1968/1969م في نصف نهائي الدوري العام وكسبه الأهلي 3-1. النهائي الأول بين الفريقين عام 1971م وكسبه الأهلي 2-0. تفوق النصر من عام 1974م حتى 1976م عِندما كسب 4 بطولات متتالية من أمام الأهلي. للكلاسيكو الأهلاوي النصراوي فترات تفوق وسيطرة لكل فريق.
أُطلق على الفريقين إعلاميًا وجماهيريًا ألقاب عدة منها ما هو قديم كقلعة الكؤوس وفرقة الرعب بالنسبة للنادي الأهلي، وفارس نجد وبرازيل آسيا بالنسبة للنصر، أما في بداية الألفية الجديدة فقد طغى لقب العالمي على النصر لأنه أول من شارك في كأس العالم للأندية رفقة ريال مدريد والنادي الملكي على الأهلي لأنه الأكثر تحقيقًا للبطولات الملكية بمختلف أنظمتها.

## الإحصائيات

### مواجهات الفريقين
| منافسة                                     | المجموع | فوز الأهلي | التعادل | فوز النصر |
| ------------------------------------------ | ------- | ---------- | ------- | --------- |
| الدوري السعودي الممتاز                     | 96      | 34         | 26      | 36        |
| الدوري العام                               | 2       | 1          | 0       | 1         |
| كأس الملك                                  | 14      | 9          | 0       | 5         |
| كأس ولي العهد                              | 7       | 2          | 1       | 4         |
| كأس الأمير فيصل بن فهد (كأس الإتحاد سابقًا) | 13      | 5          | 2       | 6         |
| دوري أبطال آسيا                            | 1       | 0          | 0       | 1         |
| كأس الخليج للأندية                         | 2       | 2          | 0       | 0         |
| المباريات الرسمية                          | 134     | 53         | 34      | 54        |
| ودية / أخرى                                | 2       | 1          | 1       | 0         |
| المجموع                                    | 135     | 54         | 35      | 54        |

## النهائيات
يتفوق النادي الأهلي بالمٌباريات النهائية بكسبه 7 نهائيات مقابل 4 لـ نادي النصر
- آخر تحديث للقائمة تاريخ 6 نوفمبر 2023.

| العام | البطولة                   | الفائز | النتيجة            |
| 1971  | دوري كاس جلالة الملك      | الأهلي | 2-0                |
| 1973  | دوري كاس جلالةالملك       | الأهلي | 2-1                |
| 1974  | كأس ولي العهد             | النصر  | 0-2                |
| 1974  | كأس خادم الحرمين الشريفين | النصر  | 0-1                |
| 1976  | كأس خادم الحرمين الشريفين | النصر  | 0-2                |
| 1976  | كأس الإتحاد السعودي       | النصر  | 0-1                |
| 2001  | كأس الإتحاد السعودي       | الأهلي | 4-2 بركلات الترجيح |
| 2008  | ذهاب كأس الخليج للأندية   | الأهلي | 1-0                |
| 2008  | إياب كأس الخليج للأندية   | الأهلي | 2-0                |
| 2012  | كأس خادم الحرمين الشريفين | الأهلي | 4-1                |
| 2016  | كأس خادم الحرمين الشريفين | الأهلي | 2-1                |

## البطولات
| البطولات الخارجية                              |    |    |
| ---------------------------------------------- | -- | -- |
| كأس أبطال الكؤوس الآسيوية + كأس السوبر الآسيوي | 1  | 2  |
| دوري أبطال آسيا للنخبة                         | 1  | 0  |
| كأس العرب للأندية الأبطال                      | 1  | 1  |
| كأس الخليج للأندية                             | 3  | 2  |
| البطولات المحلية                               |    |    |
| الدوري السعودي بمختلف النسخ                    | 9  | 18 |
| كأس خادم الحرمين الشريفين                      | 8  | 5  |
| كأس ولي العهد                                  | 6  | 3  |
| كأس الإتحاد السعودي                            | 3  | 2  |
| كأس السوبر السعودي                             | 1  | 2  |
| المجموع                                        | 27 | 30 |
| المجموع الكلي                                  | 32 | 35 |

## أرقام الكلاسيكو
أكثر المباريات تهديفًا
* سجل فيها 5 أهداف أو أكثر
- الأهلي 1-5 النصر في 1980م.
- الأهلي 4-1 النصر في 1983.
- الأهلي 1-6 النصر في 1996م.
- الأهلي 5-0 النصر في 1996م.
- الأهلي 4-2 النصر في 2001م.
- الأهلي 3-3 النصر في 2010م.
- الأهلي 4-1 النصر في 2012م.
- الأهلي 4-2 النصر في 2015م.
- الأهلي 4-3 النصر في 2015م.
- الأهلي 3-4 النصر في 2023م.

## الأكثر تهديفًا
* أكثر 6 لاعبين تسجيلًا في الكلاسيكو
| الترتيب | البلد    | اللاعب        | السنوات   | النادي | المجموع |
| ------- | -------- | ------------- | --------- | ------ | ------- |
| 1       | السعودية | ماجد عبدالله  | 1977–1997 | النصر  | 24      |
| 2       | سوريا    | عمر السومة    | 2014–2022 | الأهلي | 14      |
| 3       | السعودية | خالد قهوجي    | 1994–2004 | الأهلي | 12      |
| 4       | السعودية | طلال المشعل   | 1997–2007 | الأهلي | 9       |
| 5       | السعودية | محيسن الجمعان | 1984–2000 | النصر  | 9       |
| 6       | غانا     | أوهين كينيدي  | 1993–1997 | النصر  | 7       |